# Ганглионарная клетка

Слои сетчатки
RPE — пигментный эпителий сетчатки
OS — наружный сегмент фоторецепторов
IS — внутренний сегмент фоторецепторов
ONL — внешний ядерный слой
OPL — внешний сплетениевидный слой
INL — внутренний ядерный слой
IPL — внутренний сплетениевидный слой
GC — ганглионарный слой
BM — мембрана Бруха
P — пигментные эпителиоциты
R — палочки
C — колбочки
Стрелка и пунктирная линия — внешняя пограничная мембрана
H — горизонтальные клетки
Bi — биполярные клетки
M — Клетки Мюллера
A — амакриновые клетки
G — ганглионарные клетки
Ax — аксоны

Ганглионарная (ганглиозная) клетка — нервная клетка (нейрон) сетчатки глаза, способная генерировать нервные импульсы в отличие от других типов нейронов сетчатки (биполярных, горизонтальных, амакриновых). В их цитоплазме хорошо выражено базофильное вещество. Ганглионарные клетки граничат со стекловидным телом глаза и образуют слой сетчатки, который первым получает свет. Их аксоны по поверхности сетчатки направляются к слепому пятну (пятно Мариотта), собираются в зрительный нерв и направляются в мозг. Аксоны ганглионарных клеток не миелинизированы при прохождении сетчатки, чтобы не препятствовать прохождению света. Далее они покрыты миелиновой оболочкой. 
Ганглионарные клетки завершают «трёхнейронную рецепторно-проводящую систему сетчатки»: фоторецептор — биполярный нейрон — ганглионарная клетка.

## Функции ганглионарных клеток
Клетки сетчатки связаны между собой сложной сетью возбуждающих, подавляющих и двунаправленных сигнальных связей. Они собирают информацию от всех слоев сетчатки как по вертикальным путям (фоторецепторы — биполяры — ганглионарные клетки), так и по латеральным путям (фоторецепторы — горизонтальные клетки — биполяры — амакриновые клетки — ганглионарные клетки).

## Рецептивные поля
На одну ганглионарную клетку приходится от одного до сотни биполярных нейронов. Через биполярные нейроны с одной ганглионарной клеткой может быть связано от нескольких до нескольких тысяч фоторецепторов. Каждая ганглионарная клетка суммирует сигналы от большого числа фоторецепторов, что повышает световую чувствительность, но уменьшает разрешение. Фоторецепторы, соединенные с одной ганглионарной клеткой, образуют её рецептивное поле. Рецептивные поля ганглионарных клеток подразделяются на простые и сложные. Простые поля — имеют концентрическую структуру, подобно полям биполярных нейронов. Сложные — разделяются на несколько различных функциональных зон. Рецептивные поля могут перестраиваться, адаптируясь к уровню освещённости и характеристикам световых стимулов. Через биполярные нейроны с одной ганглионарной клеткой может быть связано от единиц до десятков тысяч фоторецепторов (палочек и колбочек). В свою очередь, один фоторецептор через биполярные нейроны может быть связан с десятками ганглионарных клеток. В среднем на 100 фоторецепторных клеток приходится одна ганглионарная (т.е., их от 1.2 до 1.5 млн). Чем ближе к центральной ямке глаза, тем меньше фоторецепторов приходится на одну ганглионарную клетку. Поэтому у людей слабое периферическое зрение. В районе центральной ямки, наоборот, высокое разрешение, но менее высокая светочувствительность, поскольку здесь каждый фоторецептор (колбочка) соединен с одной биполярной (карликовой) клеткой, которая в свою очередь соединена лишь с одной ганглионарной.

## Типы ганглионарных клеток
Существует всего 18 типов ганглионарных клеток сетчатки.
Большинство относится к трем типам:
1. Парвоганглионарные клетки — карликовые клетки (около 80% от числа всех ганглионарных клеток сетчатки), имеющие средний размер тела и маленькое дерево дендритов, входят в карликовый путь (чувствительный путь, ведущий от глаза к четверохолмию) и связаны с парвоцеллюлярными (мелкоклеточными) слоями латеральных коленчатых тел. С этими клетками связывают высокую остроту зрения и цветовое зрение.
2. Магноклетки - (около 10%) очень разнообразны (малые и большие зонтичные клетки): с большими телами и многочисленными укороченными ветвями, маленькими телами и большим разветвлением дендритов, которые проецируются в крупноклеточные слои латеральных коленчатых тел. Отвечают  за востриятие движущихся объектов. Имеют большие рецепторные поля.
3. Кониоцеллюлярные клетки очень мелкие, составляют от 8 до 10% всех ганглионарных клеток сетчатки. Получают сигналы от  среднего количества фоторецепторов. Имеют очень большие рецептивные поля. Всегда ON для колбочек синего цвета и OFF для красного и зеленого.
Выделяют ганглионарные клетки, связанные с палочковыми и колбочковыми нейронами, с on- и off-центрами, которые отвечают на световое раздражение деполяризацией или гиперполяризацией соответственно. Дендриты клеток с on-центром разветвляются в подуровне а (пигментном эпителии?), с off-центром в подуровне G (ганглионарном слое?) внутреннего сетчатого слоя. Цветовой канал связан с красным, зеленым и синим типом on/off-ганглионарных клеток. Если красный и зеленый тип ганглионарных on/off-клеток относится к карликовому пути, то синий тип не относится к последнему. On/off-ответы ганглионарных клеток определяются специальными контактами колбочковых биполяров и расположением ганглионарных клеток в соответствующем подуровне внутреннего сетчатого слоя

## Светочувствительные ганглионарные клетки
В 1991 году были открыты особые светочувствительные ганглионарные клетки типа ipRGC (intrinsically photosensitive retinal ganglion cells), или mRGC (melanopsin-containing retinal ganglion cells). Они, в отличие от ранее известных ганглионарных клеток, содержат светочувствительный пигмент меланопсин, отличающийся от других фоточувствительных пигментов глаза: родопсина палочек и йодопсина колбочек. И этим они отличаются от других ганглионарных клеток, находящихся в сетчатке глаза, которые не умеют реагировать непосредственно на свет.
Эти светочувствительные ганглионарные клетки — новый, третий тип фоторецепторов сетчатки глаза, помимо известных уже в течение 200 лет палочек и колбочек. Они напрямую возбуждаются под действием света даже при блокировании «классических» фоторецепторов глаза — палочек и колбочек.
Нервные пути от этих ганглиозных (ганглионарных) клеток ведут порождённое в них светом возбуждение от сетчатки к гипоталамусу тремя разными путями, обеспечивая световое управление циркадными ритмами, а также по отдельному нервному пути обеспечивают реакцию сужения зрачка на свет.
Ганглионарные клетки по-разному реагируют на разные визуальные раздражители — аналогично тому, как это делают разные типы осязательных нейронов в коже.